# FA Cup (Thailand) 2013
Der thailändische FA Cup 2013 (thailändisch ไทยเอฟเอคัพ) war die 18. Saison eines Ko-Fußballwettbewerbs in Thailand. Der FA Cup wurde von Thaicom gesponsert und war aus  Sponsoringzwecken als Thaicom FA Cup bekannt. Das Turnier wurde vom thailändischen Fußballverband organisiert. Das Turnier begann mit der  Qualifikationsrunde am 13. März 2013 und endete mit dem Finale am 10. November 2013.

## Termine
| Runde                  | Datum              |
| ---------------------- | ------------------ |
| 1. Qualifikationsrunde | 13. März 2013      |
| 2. Qualifikationsrunde | 3. April 2013      |
| 1. Runde               | 10. April 2013     |
| 2. Runde               | 24. April 2013     |
| 3. Runde               | 26. Juni 2013      |
| Achtelfinale           | 10. Juli 2013      |
| Viertelfinale          | 28. August 2013    |
| Halbfinale             | 25. September 2013 |
| Finale                 | 10. November 2013  |

## 1. Qualifikationsrunde
|                      | Ergebnis              |                               |
| -------------------- | --------------------- | ----------------------------- |
| 13. März 2013        |                       |                               |
| Korat                | 3:5                   | Nonthaburi FC                 |
| Roi Et United FC     | 2:1                   | Customs United                |
| Rachapreuk College   | 1:1 n. V. (4:2 i. E.) | Paknampho NSRU FC             |
| Pluakdaeng United FC | 3:2                   | Air & Coastal Defence Command |
| Chanthaburi FC       | 1:2                   | Bangkok Christian College FC  |
| Muangkan United FC   | 2:2 n. V. (4:5 i. E.) | Sakaeo FC                     |
| Laem Chabang City    | 1:2                   | Prachuap FC                   |
| Pattaya City         | 4:1                   | Royal Thai Fleet FC           |
| Kamphaengphet FC     | 1:0                   | Pattaya                       |
| Angthong FC          | 1:0                   | Nakhon Nayok FC               |

## 2. Qualifikationsrunde
|                                                  | Ergebnis          |                                |
| ------------------------------------------------ | ----------------- | ------------------------------ |
| 3. April 2013                                    |                   |                                |
| Chachoengsao FC                                  | 2:0               | Kasetsart University FC        |
| Wongchaowalitkul                                 | 0:3               | Chamchuri United FC            |
| Nara United FC                                   | 0:0 (6:5 i. E.)   | Futera Seeker FC               |
| Samut Sakhon Boorana                             | 1                 | Phayao FC                      |
| Yala FC                                          | 1:1 (7:8 i. E.)   | Phattalung FC                  |
| Mukdahan City FC                                 | 0:0 (5:3 i. E.)   | Looktabfah Pathumthani FC      |
| Thai Ariways-Look Isan FC                        | 2:1               | Raj Pracha Bangkok Thonburi    |
| Thai Honda FC                                    | 0:0 (6:5 i. E.)   | RBAC BEC Tero Sasana FC        |
| Institute of Physical Education Samut Sakhon     | 1:1 (4:3 i. E.)   | Trang FC                       |
| Subdistrict Administrative Organization WangMhun | 2:4               | Samut Prakan Customs United FC |
| Nonthaburi FC                                    | 1:1 (3:1 i. E.)   | Pathum Thani United            |
| Roi Et FC                                        | 6:2               | Phetchaburi FC                 |
| Witthayalai Ratchapreuk                          | 1:2               | J.W.Group                      |
| Pluak Daeng                                      | 2                 | Lampang FC                     |
| Bangkok Christian College FC                     | 2:2 (15:16 i. E.) | Samut Sakhon FC                |
| Sa Kaeo City                                     | 0:0 (6:5 i. E.)   | Krung Thonburi FC              |
| Prachuap FC                                      | 1:0               | Phang Nga FC                   |
| Pattaya City                                     | 1:1 (4:3 i. E.)   | Phrae United FC                |
| Kamphaengphet FC                                 | 2:0               | Phanthong FC                   |
| Angthong FC                                      | 5:1               | Samut Prakan FC                |

## 1. Runde
|                            | Ergebnis        |                                              |
| -------------------------- | --------------- | -------------------------------------------- |
| 10. April 2013             |                 |                                              |
| Chachoengsao FC            | 3:1             | Chamchuri United FC                          |
| Nara United FC             | 1               | Samut Sakorn Boorana                         |
| Phattalung FC              | 2               | Mukdahan FC                                  |
| Look E-San Thai Airways FC | 0:0 (2:4 i. E.) | Thai Honda FC                                |
| Samut Prakan United FC     | 5:0             | Institute Of Physical Education Samut Sakorn |
| Nonthaburi FC              | 2:2 (6:5 i. E.) | Roi Et United FC                             |
| J.W.Group                  | 1:1 (4:5 i. E.) | Lampang FC                                   |
| Samut Sakhon FC            | 1:0             | Sakaeo City FC                               |
| Prachuap FC                | 3:1             | Pattaya City                                 |
| Kamphaengphet FC           | 1:2             | Angthong FC                                  |

## 2. Runde
|                         | Ergebnis              |                  |
| ----------------------- | --------------------- | ---------------- |
| 24. April 2013          |                       |                  |
| Nakhon Pathom United FC | 2:2 n. V. (4:5 i. E.) | Nonthaburi FC    |
| Singhtarua              | 8:1                   | Thai Honda FC    |
| Nakhon Ratchasima FC    | 4:0                   | Chachoengsao FC  |
| BBCU FC                 | 5:0                   | Lampang FC       |
| PTT Rayong FC           | 2:0 n. V.             | Rayong United FC |
| Samut Prakan United FC  | 1:2                   | Khon Kaen FC     |
| Trat FC                 | 2:1                   | Krabi FC         |
| Air Force United        | 0:1                   | Phuket FC        |
| Prachuap FC             | 3:1                   | Ayutthaya FC     |
| Phattalung FC           | 1:0                   | Samut Sakhon FC  |
| TTM Lopburi FC          | 2:0                   | Saraburi FC      |
| Bangkok FC              | 2:1                   | Angthong FC      |
| Nara United FC          | 1:1 n. V. (2:3 i. E.) | Siam Navy FC     |
| Rayong FC               | 2:1                   | Sriracha FC      |

## 3. Runde
|                    | Ergebnis              |                      |
| ------------------ | --------------------- | -------------------- |
| 26. Juni 2013      |                       |                      |
| Phuket FC          | 2:0                   | Ratchaburi Mitr Phol |
| Rayong FC          | 2:3                   | PTT Rayong FC        |
| Siam Navy FC       | 0:1                   | Singhtarua           |
| Bangkok Glass      | 1:0 n. V.             | Chonburi FC          |
| Muangthong United  | 5:2                   | Songkhla United FC   |
| TOT SC             | 0:1                   | Police United        |
| Buriram United     | 2:1                   | Chainat FC           |
| Samut Songkhram FC | 2:0                   | TTM Lopburi FC       |
| Chiangrai United   | 2:0                   | Khon Kaen FC         |
| Suphanburi FC      | 0:1                   | Army United          |
| Osotspa Saraburi   | 2:0                   | Nonthaburi FC        |
| Trat FC            | 5:4                   | BBCU FC              |
| BEC Tero Sasana FC | 7:2                   | Pattaya United       |
| Bangkok United     | 1:1 n. V. (4:2 i. E.) | Prachuap FC          |
| Sisaket FC         | 1                     | Bangkok FC           |
| Phattalung FC      | 22:1 2                | Nakhon Ratchasima FC |

## Achtelfinale
|                    | Ergebnis              |                   |
| ------------------ | --------------------- | ----------------- |
| 10. Juli 2013      |                       |                   |
| Police United      | 4:2                   | Osotsapa Saraburi |
| Trat FC            | 1:2                   | Bangkok Glass     |
| BEC Tero Sasana FC | 1:2                   | PTT Rayong FC     |
| Phattalung FC      | 1:3                   | Chiangrai United  |
| Samut Songkhram FC | 0:2                   | Buriram United    |
| Bangkok FC         | 3:3 n. V. (5:3 i. E.) | Army United       |
| Muangthong United  | 5:0                   | Phuket FC         |
| Singhtaura         | 2:1                   | Bangkok United    |

## Viertelfinale
|                 | Ergebnis              |                   |
| --------------- | --------------------- | ----------------- |
| 28. August 2013 |                       |                   |
| PTT Rayong FC   | 3:4 n. V.             | Muangthong United |
| Bangkok FC      | 0:1                   | Bangkok Glass     |
| Police United   | 0:0 n. V. (3:1 i. E.) | Chiangrai United  |
| Buriram United  | 3:0                   | Singhtaura        |

## Halbfinale
|                    | Ergebnis |                   |
| ------------------ | -------- | ----------------- |
| 25. September 2013 |          |                   |
| Police United      | 2:5      | Bangkok Glass     |
| Buriram United     | 1:0      | Muangthong United |

## Finale
| Paarung        | Bangkok Glass – Buriram United |
| Ergebnis       | 1:3 (1:1) |
| Datum          | 10. November 2013 |
| Stadion        | Thammasat Stadium, Pathum Thani |
| Schiedsrichter | Yudai Yamamoto ( Japan) |
| Tore           | 1:0 Chatree Chimtalay (17.) 1:1 Osmar Ibáñez (32., E) 1:2 Carmelo González (53.) 1:3 Kai Hirano (59.) |
| Bangkok Glass  | Narit Taweekul – Wasan Homsan, Goran Šubara, Praweenwat Boonyong, Piyachart Tamaphan, Peter Läng (88. Tanasith Siripala) – Leandro dos Santos, Flavien Michelini (86. Phuritad Jarikanon), Suppasek Kaikaew (67. Hironori Saruta) – Teeratep Winothai , Chatree Chimtalay Cheftrainer: Attaphol Buspakom     |
| Buriram United | Siwarak Tedsungnoen – Tanasak Srisai, Osmar Ibáñez, Pratum Chuthong (46. Jakkaphan Kaewprom), Theerathon Bunmathan – Anawin Jujeen (67. Suree Sukha), Jirawat Makarom, Suchao Nuchnum , Manuel Redondo Garcia, Carmelo González, Kai Hirano (87. Adisak Kraisorn) Cheftrainer: Alejandro Menéndez ( Spanien) |
| Gelbe Karten   | Goran Šubara (31.), Pravinwat Boonyong (45.), Flavien Michelini (57.) – Carmelo González (35.), Pratum Chuthong (45.+1), Anawin Jujeen (58.) |
| Platzverweise  | Goran Šubara (80.) – keine |

### Auswechselspieler
| Auswechselspieler | Auswechselspieler |
| --- | --- |
| Bangkok Glass | Buriram United |
| - Kritsana Klanklin - Amnaj Kaewkiew - Phuritad Jarikanon (86.) ▲ - Hironori Saruta (67.) ▲ - Ongart Pamonprasert - Suwannapat Kingkaew - Tanasith Siripala (88.) ▲ | - Yotsapon Teangdar - Suree Sukha (67.) ▲ - Charyl Chappuis - Jakkaphan Kaewprom (46.) ▲ - Ekkachai Sumrei - Surat Sukha - Adisak Kraisorn (87.) ▲ |

## FA-Cup-Sieger
| Buriram United |
| Siwarak Tedsungnoen Tanasak Srisai, Osmar Ibáñez, Pratum Chuthong Theerathon Bunmathan, Anawin Jujeen, Jirawat Makarom, Suchao Nuchnum Manuel Redondo Garcia, Carmelo González, Kai Hirano Trainer: Alejandro Menéndez |
| außerdem: Yotsapon Teangdar (Tor), Suree Sukha, Charyl Chappuis, Jakkaphan Kaewprom Ekkachai Sumrei, Surat Sukha, Adisak Kraisorn                                                                                      |